# Мустафін Михайло Андрійович
Михайло Андрійович Мустафін (15 листопада 1916 - 9 квітня 1987) - командир ланки 165-го гвардійського штурмового авіаційного Червонопрапорного полку, гвардії старший лейтенант, Герой Радянського Союзу.

## Біографія
Народився 15 листопада 1916 в місті Вольськ Саратовської області. За національністю татарин. Член КПРС з 1943.
Згідно з інформацією збірника «Навічно в пам'яті нащадків: пензенцев - Герої Радянського Союзу і Кавалери ордена Слави трьох ступенів» (м Пенза, 2010 г.): «Михайло Андрійович (Мударіс Ідрісовіч) народився 15.11.1916 р в с. Карнавар Неверкінского р-на Пензенської обл. в родині робітника».
Закінчив 8 класів середньої школи № 1 (нині гімназія), школу фабрично-заводського навчання та аероклуб. Працював слюсарем на Вольському цементному заводі «Комсомолець». У 1937 році вступив в Енгельського військове авіаційне училище, закінчив його напередодні війни.
На фронт потрапив в грудні 1942 року. Воював на Воронезькому, 1-му, 2-му і 3-му Українських фронтах. Брав участь в боях на Курській дузі, визволенні України, Молдавії, Румунії, Угорщини та Югославії.
5 липня 1943 Михайло Мустафін здійснив свій перший бойовий виліт. Під Білгородом у складі групи з 18 літаків Іл-2 при ударі за перейшло в наступ в сторону Курська військам противника потрапив під обстріл. Тут Мустафін знищив дві автомашини і зенітне знаряддя.
9 липня 1943 в районі Рождественке в результаті зенітного обстрілу артилерії противника мотор машини Мустафіна був пошкоджений осколком снаряда. Незважаючи на це Михайло Андрійович знищив один танк і чотири автомашини. При догляді від мети штурмовик Мустафіна був атакований двома «мессерами». Однак льотчик відбив усі атаки ворожих винищувачів і привів пошкоджену машину на свій аеродром.
Через кілька місяців Мустафін почав самостійно водити в бій групи штурмовиків. 15 липня 1944 шістка «Іллюшин» під його командуванням справила три бойових вильоти. В цей день було знищено 7 танків, 3 батареї зенітної артилерії і більше 60 одиниць живої сили противника.
22 липня 1944 група льотчиків під командуванням Мустафіна знищила 15 автомашин і понад 150 гітлерівських солдатів і офіцерів, подавила вогонь двох зенітних точок противника. Всі літаки повернулися на свій аеродром. У кожному з них, в тому числі і машині Мустафіна, було понад 50 кульових пробоїн.
Після війни продовжував службу у ВПС. З 1958 року Мустафін капітан в запасі.
Жив і працював у місті Власюк. Помер 9 квітня 1987. Похований на мусульманському кладовищі в Вольські.

## Нагороди та звання
Пішов у запас у званні капітана.
Указом Президії Верховної Ради СРСР від 26 жовтня 1944 Мустафіна було присвоєно звання Героя Радянського Союзу з врученням ордена Леніна і медалі «Золота Зірка» (№ 3498). Також нагороджений орденом Леніна (1944), двома орденами Червоного Прапора (1943, 1957), двома орденами Вітчизняної війни 1-го ступеня (1943, 1985), орденом Вітчизняної війни 2-го ступеня (1943), орденом Червоної Зірки (1952), медалями.

## Пам'ять
- Меморіальна дошка на будівлі школи №1 (гімназія) в місті Вольські, де вчився Мустафін М.А.
- Меморіальний пам'ятник в сквері школи №1 (гімназія) в місті Вольські, де вчився Мустафін М.А.
- Надгробний пам'ятник на мусульманському кладовищі міста Вольська, де похований Мустафін М.А.

## Цікаві дані
Незадовго до смерті Михайла Андрійовича у нього були викрадені всі бойові нагороди.